# Chevenoz

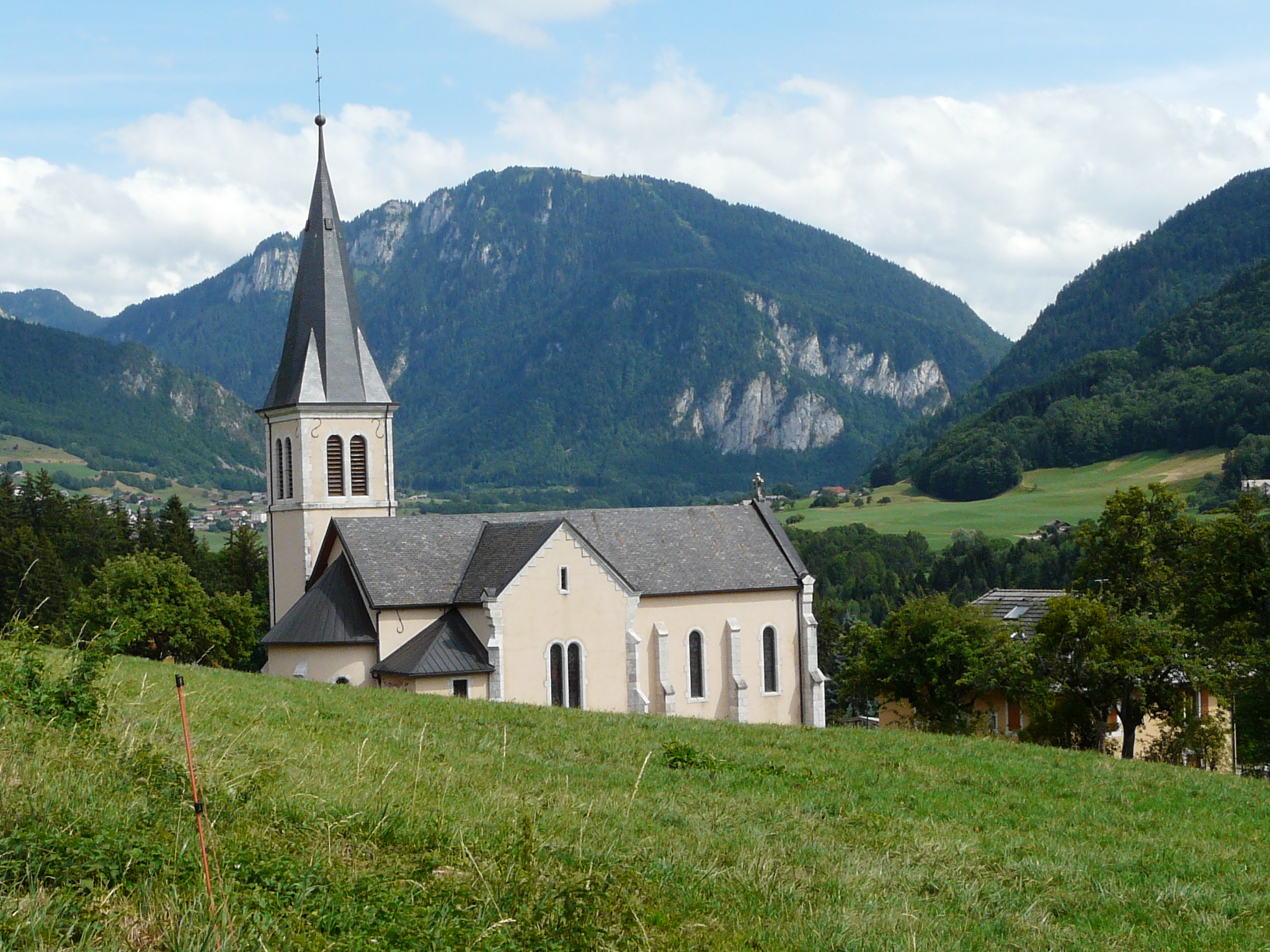
Chevenoz

Chevenoz ist eine französische Gemeinde im Département Haute-Savoie in der Region Auvergne-Rhône-Alpes.

## Geographie
Chevenoz liegt auf 807 m, 13 Kilometer ostsüdöstlich der Stadt Thonon-les-Bains (Luftlinie). Das Dorf erstreckt sich im Chablais, auf einer Verebnungsfläche am sonnigen nördlichen Talhang der Dranse d’Abondance, in den nördlichen Savoyer Alpen.
Die Fläche des 10,54 km² großen Gemeindegebiets umfasst einen Abschnitt des Vallée d’Abondance. Das Tal ist im Bereich von Chevenoz von Osten nach Westen ausgerichtet. Es wird im Norden von der Höhe der Tête des Trêches (1420 m) begrenzt. Nach Süden erstreckt sich das Gemeindeareal auf die Gipfel der Pointe de l’Aiguille (1502 m) und der Pointes de Tréchauffex (mit 1636 m die höchste Erhebung von Chevenoz).
Zu Chevenoz gehören die Weiler Le Plan de Chevenoz (792 m), Le Crêt (880 m) und Arce (800 m) am nördlichen Talhang sowie Le Fion (805 m) und Plainesserve (800 m) auf einer Geländeterrasse am südlichen Talhang der Dranse d’Abondance. Nachbargemeinden von Chevenoz sind Bernex im Norden, Vacheresse im Osten, La Baume und La Forclaz im Süden sowie Vinzier im Westen.

## Geschichte
Das Bergdorf Chevenoz wird im 15. Jahrhundert urkundlich erwähnt.

## Sehenswürdigkeiten
Die Dorfkirche wurde im 19. Jahrhundert erbaut.

## Bevölkerung
| Jahr                       | 1962 | 1968 | 1975 | 1982 | 1990 | 1999 | 2004 |
| Einwohner                  | 409  | 374  | 375  | 359  | 425  | 502  | 536  |
| Quellen: Cassini und INSEE |      |      |      |      |      |      |      |

Mit 701 Einwohnern (Stand 1. Januar 2022) gehört Chevenoz zu den kleinen Gemeinden des Département Haute-Savoie. In den letzten Jahrzehnten wurde dank der schönen Wohnlage ein kontinuierliches Wachstum der Einwohnerzahl verzeichnet. Außerhalb des alten Dorfkerns entstanden zahlreiche Einfamilienhäuser.

## Wirtschaft und Infrastruktur
Chevenoz war bis weit ins 20. Jahrhundert hinein ein vorwiegend durch die Landwirtschaft geprägtes Dorf. Heute gibt es verschiedene Betriebe des lokalen Kleingewerbes; von Bedeutung ist auch die holzverarbeitende Industrie. Zahlreiche Erwerbstätige sind Wegpendler, die in den größeren Ortschaften der Umgebung, vor allem in Thonon-les-Bains, ihrer Arbeit nachgehen.
Die Ortschaft liegt abseits der größeren Durchgangsstraßen an einer Verbindungsstraße von Évian-les-Bains in das Vallée d’Abondance.

## Sport
Im Jahr 2022 führte die 10. Etappe der 109. Austragung der Tour de France durch Chevenoz. Auf der D32 wurde vor der Église Saint-Jean-Baptiste mit der Côte de Chevenoz (808 m) eine Bergwertung der 4. Kategorie ausgefahren. Sieger der Bergwertung war der Franzose Pierre Latour.